# Cún, Baranya
Cún este un sat în districtul Siklós, județul Baranya, Ungaria, având o populație de 258 de locuitori (2011). 

## Demografie
Componența etnică a satului Cún
     Maghiari (84,81%)
     Romi (12,59%)
     Croați (1,48%)
     Germani (1,11%)
Componența confesională a satului Cún
     Romano-catolici (56,2%)
     Reformați (18,22%)
     Fără religie (14,73%)
     Necunoscută (10,85%)
Conform recensământului din 2011, satul Cún avea 258 de locuitori. Din punct de vedere etnic, majoritatea locuitorilor (84,81%) erau maghiari, existând și minorități de romi (12,59%), croați (1,48%) și germani (1,11%).  Din punct de vedere confesional, majoritatea locuitorilor (56,2%) erau romano-catolici, existând și minorități de reformați (18,22%) și persoane fără religie (14,73%). Pentru 10,85% din locuitori nu este cunoscută apartenența confesională.